# Heterotaxis villosa
Heterotaxis villosa är en orkidéart som först beskrevs av João Barbosa Rodrigues, och fick sitt nu gällande namn av Fábio de Barros. Heterotaxis villosa ingår i släktet Heterotaxis och familjen orkidéer. Inga underarter finns listade i Catalogue of Life.

## Bildgalleri

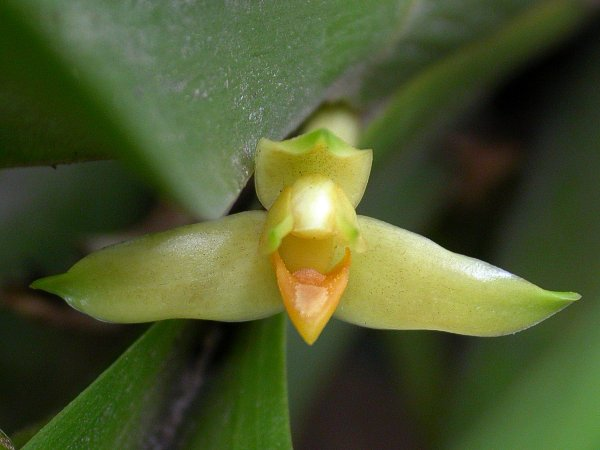